# ضريح الشيخ زاهد الجيلاني
ضريح الشيخ زاهد الجيلاني (بالفارسية: آرامگاه شیخ زاهد گیلانی) هو ضريح تاريخي يعود إلى القرن التاسع الهجري، ويقع في مقاطعة لاهيجان.